# وحدة استطلاع هيئة الأركان العامة الإسرائيلية
وحدة استطلاع هيئة الأركان العامة (الوحدة 269 أو الوحدة 262 سابقًا) والمعروفة أكثر باسم سايريت ماتكال (بالعبرية: סיירת מטכ״ל) هي وحدة الاستطلاع الخاصة (سايريت) التابعة لهيئة الأركان العامة الإسرائيلية (ماتكال) وهي وحدة القوات الخاصة الرئيسية في الجيش الإسرائيلي 
تتركز مهامها بشكل رئيسي على جمع معلومات استخباراتية ميدانية، وتجري استطلاعاً عميقاً خلف خطوط من تصنفهُ إسرائيل عدواً للحصول على معلومات استخبارية إستراتيجية، كما أن سايريت ماتكال مكلفة بمكافحة الإرهاب وإنقاذ الرهائن خارج حدود إسرائيل. صُمِّمَت الوحدة على غرار الخدمة الجوية الخاصة التابعة للجيش البريطاني (SAS) ، والتي تحمل شعار الوحدة «من يجرؤ يفوز». الوحدة هي المعادل الإسرائيلي لقوة SFOD-D وحدة المهام الخاصة بالجيش الأمريكي (قوة دلتا) بالإضافة إلى الخدمة الجوية الخاصة للجيش البريطاني. وهي تابعة مباشرة لفرع العمليات الخاصة التابع لمديرية المخابرات العسكرية في الجيش الإسرائيلي.

## الدور الرئيسي
- مكافحة الإرهاب.
- الاستطلاع وجمع المعلومات الاستخبارية.
- الوحدة المسؤولة عن إنقاذ الرهائن خارج حدود إسرائيل.

## التدريب
يُدَرَّب الأفراد المجندين لمدة 20 شهرا، مع التركيز بشدة على الأسلحة الصغيرة، وفنون الدفاع عن النفس، التمويه، والاستطلاع وغيرها من المهارات الهامة من أجل البقاء وراء خطوط العدو.

## العمليات
- الغارة الإسرائيلية على لبنان 1968 - تخريب 14 طائرة ركاب عربية في مطار بيروت الدولي بلبنان.[5]
- الإغارة على الجزيرة الخضراء 1969 - هجوم على الجزيرة الخضراء المحصنة في مصر (بالاشتراك مع شايطيت13).[6]
- عملية الزعفرانة 1969 - غارة على ساحل البحر الأحمر في مصر.
- سابينا الرحلة 571 (1972) - إحباط اختطاف طائرة سابينا رقم 571 في تل أبيب بإسرائيل (إنقاذ رهائن).[7][8]
- عملية الصندوق 3 (1972) - اختطاف 5 من ضباط المخابرات السورية.[7]
- عملية فردان 1973 - اغتيال قادة منظمة سبتمبر الأسود في بيروت، لبنان (بالاشتراك مع شايطيت 13).[7]
- أثناء حرب أكتوبر - استعادة جبل الشيخ من الكوماندوز السوري (بالاشتراك مع لواء غولاني)؛ إنقاذ المقدم يوسي بن حنان وكمائن في عمق الأراضي المصرية والسورية.[9]
- مسألة كاف 300 سنة 1984 - إنقاذ رهائن حافلة، اختطاف باص إسرائيلي قام بها فلسطينيون في عام 1984.[10]
- مذبحة معالوت 1974 - إنقاذ رهائن المدرسة.[11]
- عملية سافوي 1975 - إنقاذ رهائن الفنادق.[11]
- عملية عنتيبي 1976 - إنقاذ رهائن في مدينة عنتيبي، أوغندا.[11][12]
- عملية كمال عدوان 1978 - إنقاذ رهائن الحافلات.[13][14]
- عملية مسغاف عام 1980 - إنقاذ رهائن من كيبوتس.[14]
- حرب لبنان 1982 - تجسس عميق للقوات الإسرائيلية (تمكن القناصة من استهداف ياسر عرفات على الرغم من عدم السماح لهم بإطلاق النار).[15]
- اغتيال خليل الوزير 1988 - في مدينة تونس.[16]
- عملية شجرة العوسج 1992 - خطة لاغتيال الرئيس العراقي صدام حسين.
- اختطاف مصطفى الديراني 1994 - قيادي لبناني كان عضواً في حركة أمل.[14]
- عملية أسر الرقيب فاكسمان 1994 - فشلت الوحدة ولم تنقذ الرهائن.[17][18]
- حرب لبنان 2006 - عملية حاد وسلس (بالاشتراك مع وحدة شالداغ) - إفشال عملية لتهريب أسلحة؛ ونفذت الوحدة عمليات أخرى لمنع تهريب الأسلحة ( كُتشف الوحدة بإحدى عملياتها أدى ذلك إلى قتل العميد الاسرائيلي إيمانويل مورينو وأصيب اثنان آخران في أشتباك بالأسلحة النارية).[19]
- عام 2007 - جَمَعَت الوحدة عينات من التربة في سوريا قبل عملية خارج الصندوق، التي قُصف بها مفاعل نووي سوري مزعوم.[20]
- عام 2017 - تسلل عناصر من وحدة سايريت ماتكال إلى سوريا لوضع جهاز تنصت في غرفة اجتماعات تابعة لتنظيم الدولة الإسلامية (داعش)، أدت المعلومات الاستخباراتية المستردة إلى إصدار أمر «حظر الإلكترونيات لعام 2017» عن حكومة الولايات المتحدة في مارس 2017، وينص القانون "حظر ومنع الأجهزة الإلكترونية التي يتجاوز حجمها حجم الهاتف المحمول في الأمتعة المحمولة للرحلات المباشرة المغادرة من 10 مطارات رئيسية في الشرق الأوسط المتجهة للولايات المتحدة".[21]

## وصلات خارجية
- عملية سييرت متكال في قطاع غزة، قناة الجزيرة